# Kudensee
Der Kudensee ist mit 38,9 Hektar Fläche der größte See im Kreis Dithmarschen. Seit 1935 steht er mit seiner Umgebung unter Naturschutz; seit der letzten Neufestsetzung 1992 umfasst das Naturschutzgebiet eine Fläche von 246 Hektar. Beim Kudensee handelt sich um den letzten Flachwassersee in den Elbmarschen. Als FFH-Gebiet und Europäisches Vogelschutzgebiet ist er auch international geschützt.
Das Gebiet besitzt größere Röhrichtzonen, Bruchwaldreste und Weidengebüsche, das gesamte drei Kilometer lange Ufer ist bewachsen. Die Rohrdommel brütet hier, er ist Rastplatz für zahlreiche Zugvögel. Mit einem Tiefemmaximum von nur 1,2 Meter ist der See Hypertroph, aufgrund der starken Durchmischung durch den Wind herrschen von der Oberfläche bis zum Grund nahezu gleiche Temperatur- und Sauerstoffbedingungen, die nur bei geschlossener Eisdecke für Fische ungünstig verlaufen können. Der Boden besteht sowohl aus weichem Schlamm als auch aus hartem Sand.
Das Ministerium für Landwirtschaft fand 2006 insgesamt 14 Fischarten in dem See. Sehr häufig fand es Brachsen, Güstern, Rotaugen, Flussbarsche sowie Kaulbarsche. Im gesamten Uferbereich verstecken sich am Tag Aale. An Raubfischen fand es Hecht und Zander, in größerer Zahl kamen noch Ukelei und Moderlieschen vor. Der Artnachweis gelang für Gründling, Rotfeder, Schleie und Steinbeißer. Der einzige Fisch, dem es noch gelingt, durch die Absperrungen zum Nord-Ostsee-Kanal zu wandern, ist der Aal, der auf dem Weg aber auch Verluste in unbekannter Höhe erleidet. Ehemals vorkommende Arten wie Stint, Aland und Finte kamen früher selten, seit dem Bau der Entwässerungsbauten gar nicht mehr vor.
Der See gehört dem Kreis Dithmarschen und der Stiftung Naturschutz Schleswig-Holstein. Er liegt auf dem Gelände der Gemeinden Kuden und Averlak.

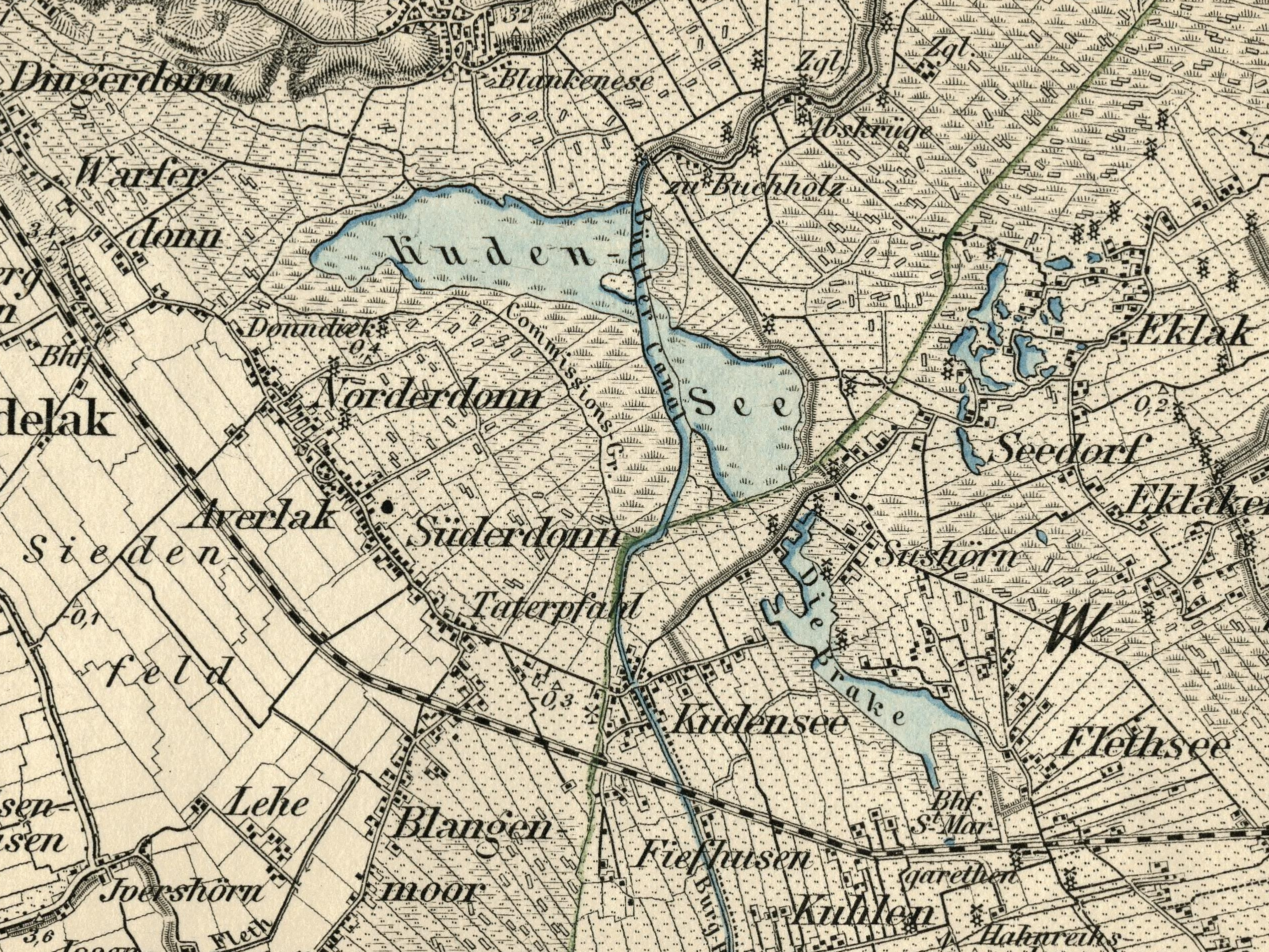
Der Kudensee 1893